# Il gioco favorito
Il gioco favorito (The Favourite Game), conosciuto anche come Il gioco preferito è il primo romanzo di Leonard Cohen, pubblicato nel 1963.

## Storia
Scritto prevalentemente sull'isola di Idra nel 1959, dove l'autore si era rifugiato grazie a un premio di 2000 dollari del Canada Council, il romanzo aveva titolo provvisorio di Beauty at Close Quarters. Tornato in Canada nel 1960, il libro fu rifiutato dalle edizioni McClelland & Stewart, dove Jack McClelland, preoccupato per l'aspetto autobiografico che coinvolgeva persone viventi, prevedeva possibili guai, oltre a ritenere ci fosse una dose secondo lui eccessiva di scene di sesso. Altri editori gli chiesero di accorciarlo, e infine, dopo diversi tagli (scrisse all'amico e poeta Irving Layton: "chiunque ha un minimo di orecchio si accorgerà che ho squassato orchestre intere per arrivare a una piccola linea melodica") fu pubblicato nel 1963 presso Secker & Warburg.
In italiano fu pubblicato da Longanesi nel 1972 e successivamente da Fazi nel 2002.

## Adattamento cinematografico
Dal romanzo è stato tratto nel 2003 un film intitolato The Favourite Game, diretto da Bernar Hébert ed interpretato da JR Bourne e Michèle-Barbara Pelletier.

## Edizioni italiane
- Leonard Cohen, Il gioco favorito, traduzione di Anna Chiavatti e Francesca Valente rivista da Amleto Lorenzini, Longanesi, Milano, 1975.
- Leonard Cohen, Il gioco preferito, traduzione di Chiara Vatteroni, postfazione di Simone Barillari, Fazi, Roma, 2002, ISBN 88-8112-358-4.